# Laxarby-Vårviks församling
Laxarby-Vårviks församling är en församling i Ärtemarks pastorat i  Dalslands kontrakt i Karlstads stift och Bengtsfors kommun.

## Administrativ historik
Församlingen bildades 2012 genom en sammanslagning av Laxarby församling och Vårviks församling och utgjorde till 2013 ett eget pastorat för att från 2013 ingå i Ärtemarks pastorat.

## Kyrkobyggnader
- Laxarby kyrka
- Vårviks kyrka